# Astérix : Le Coup du menhir (jeu vidéo)
Astérix : Le Coup du menhir est un jeu vidéo d'action développé et édité par Coktel Vision, sorti en 1989 sur DOS, Amiga et Atari ST. Il est adapté du long métrage d'animation Astérix et le Coup du menhir.